# Pele (mitologia)
Pele (em Hawaiian Pelé, pronunciado / ˈpɛlɛ /) é a deusa havaiana do fogo, do raio, da dança, dos vulcões e da violência. De acordo com a lenda, Pele é originalmente do Taiti, de onde foi expulsa devido ao conflito contínuo com sua irmã e a deusa da água Nāmaka. Refugiada no arquipélago havaiano, ela fez do Kilauea sua casa e desencadeou erupções e terremotos ali. Ela é uma das principais deusas da mitologia havaiana e é objeto de um importante culto marcado por muitos cantos, cerimônias religiosas e oferendas.
Deu nome a duas formações vulcânicas: o cabelo e as lágrimas de Pele, uma espécie de lava esticada pelo vento em finos filamentos ou gotas de vidro vulcânico, assim como Limu o Pele, uma explosão de uma bolha de lava.

## Representações

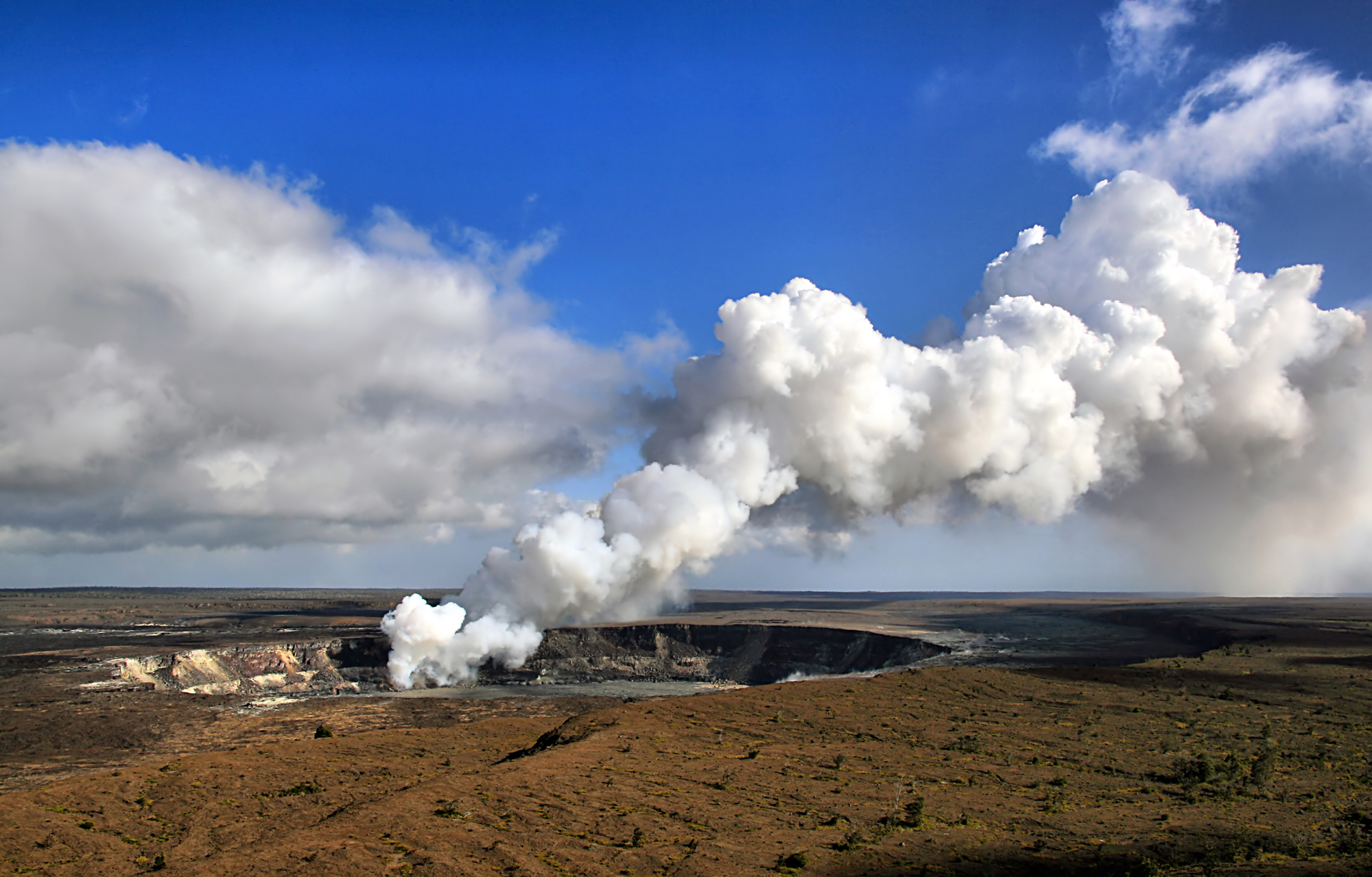
Vista da cratera Halemaʻumaʻu na caldeira Kīlauea, onde Pele viveu.

Pelé é representado na forma de uma jovem com longos cabelos soltos, às vezes usando uma coroa de flores. Ela segura em uma das mãos um Pa'oa, um bastão mágico, com o qual desencadeia erupções.
O Kilauea não constitui a personificação de Pele, mas certos elementos geológicos são identificados como parte de seu corpo. Assim, os finos filamentos de vidro vulcânico formados pelo estiramento das partículas de lava derretida pelo vento estão associados a seus cabelos e são chamados de "cabelos de Pele". Da mesma forma, no final desses filamentos costuma haver uma gota de vidro vulcânico em forma de lágrima e, portanto, são chamadas de "lágrimas de Pele". O Limu o Pele é um fino fragmento de uma bolha de lava que estourou sob o efeito do choque térmico com a água quando um fluxo entra no oceano e cujos fragmentos se solidificam imediatamente. As fumarolas que escapam continuamente do vulcão correspondem à sua respiração; possuem virtudes purificadoras e permitem preparar a mente dos havaianos para as cerimônias religiosas. Por fim, a voz da deusa é audível no ruído das explosões de metano durante a destruição da vegetação por um fluxo de lava.